# Wikki Tourists Football Club
O Wikki Tourists Football Club é um clube de futebol com sede em Bauchi, Nigéria. A equipe compete no Campeonato Nigeriano de Futebol.

## História
O clube foi fundado em 1992.